# Мотсфельдт, Вивиан
Вивиан Мотсфельдт (гренл. Vivian Motzfeldt; род. 10 июня 1972, Гренландия) — гренландская учительница, политический и государственный деятель. Председатель партии «Сиумут». Министр независимости и иностранных дел Гренландии с 25 сентября 2023 года. В прошлом — министр иностранных дел, промышленности и торговли Гренландии (2022—2023), министр образования, иностранных дел и церкви Гренландии (2018), председатель парламента Гренландии (2018—2021). Член парламента Гренландии с 2014 года.

## Биография
Родилась 10 июня 1972 года.
В 1994—1997 годах училась в Гренландской семинарии в Нууке, столице Гренландии, где получила профессию учительницы начальных классов.
В 1997—1998 годах — учительница в школе Нууссууп в Нууке.
В 1998—2001 годах училась в Гренландском университете в Нууке, где получила степень бакалавра искусств в области культурной и социальной истории. Там же в 2011—2014 годах изучала язык, литературу и медиа.
В 2003—2004 годах — учительница в Проекте «Мату», интернате для трудноадаптированных мальчиков.
В 2006—2007 годах — учительница в школе Ukaliusaq (USK) в Нууке, в 2010—2014 годах — в кампусе «Куяллек» в Какортоке.

## Политическая карьера
По результатам выборов 2014 года впервые избрана членом парламента Гренландии. Была членом Комитета по культуре, образованию и церкви (2014—2018), 
Комитета по иностранным делам и политике безопасности (2014—2018 и 2021—2022), председателем Конституционной комиссии (2017—2018), Комитета по финансам и налогам (2021—2022).
Переизбрана на парламентских выборах 2018 года.
15 мая 2018 года назначена министром образования, иностранных дел и церкви Гренландии в коалиционном правительстве меньшинства под руководством премьер-министра Кима Кильсена. Покинула правительство после назначения председателем парламента.
3 октября 2018 года назначена председателем парламента Гренландии.
В 2020 году назначена первым заместителем председателя партии «Сиумут».
20 апреля 2022 года назначена министром иностранных дел, промышленности и торговли Гренландии в коалиционном правительстве большинства под руководством Муте Боурупа Эгеде.
С 25 сентября 2023 года — министр независимости и иностранных дел Гренландии.
После поражения на парламентских выборах 11 марта 2025 года председатель партии «Сиумут» Эрик Йенсен подал в отставку. 12 марта исполнительный комитет назначил Вивиан Мотсфельдт новым председателем.